# Esfinx ocel·lat
L'esfinx ocel·lat o esfinx ocel·lada (Smerinthus ocellatus) és una espècie de lepidòpter ditrisi de la família dels esfíngids (Sphingidae) que es troba als Països Catalans. Malgrat que la seva distribució geogràfica és molt ampla, incloent-hi tota la zona temperada d'Europa i el Magreb, es una arna relativament rara.

## Descripció

### Descripció de l'adult
El cos és fort, amb tons marronosos, i l'envergadura és d'entre 70 i 95 mm. Les seves ales anteriors imiten els dissenys de l'escorça d'alguns arbres i no criden l'atenció. Les ales posteriors però tenen un disseny sorprenent, ja que duen uns vistosos ocels (d'aquí el nom) de colors delicats en un fons de colors vius. Quan aquest borinot es troba en la posició de repòs amaga les ales posteriors, camuflant-se perfectament amb l'entorn, car sembla una fulla seca.

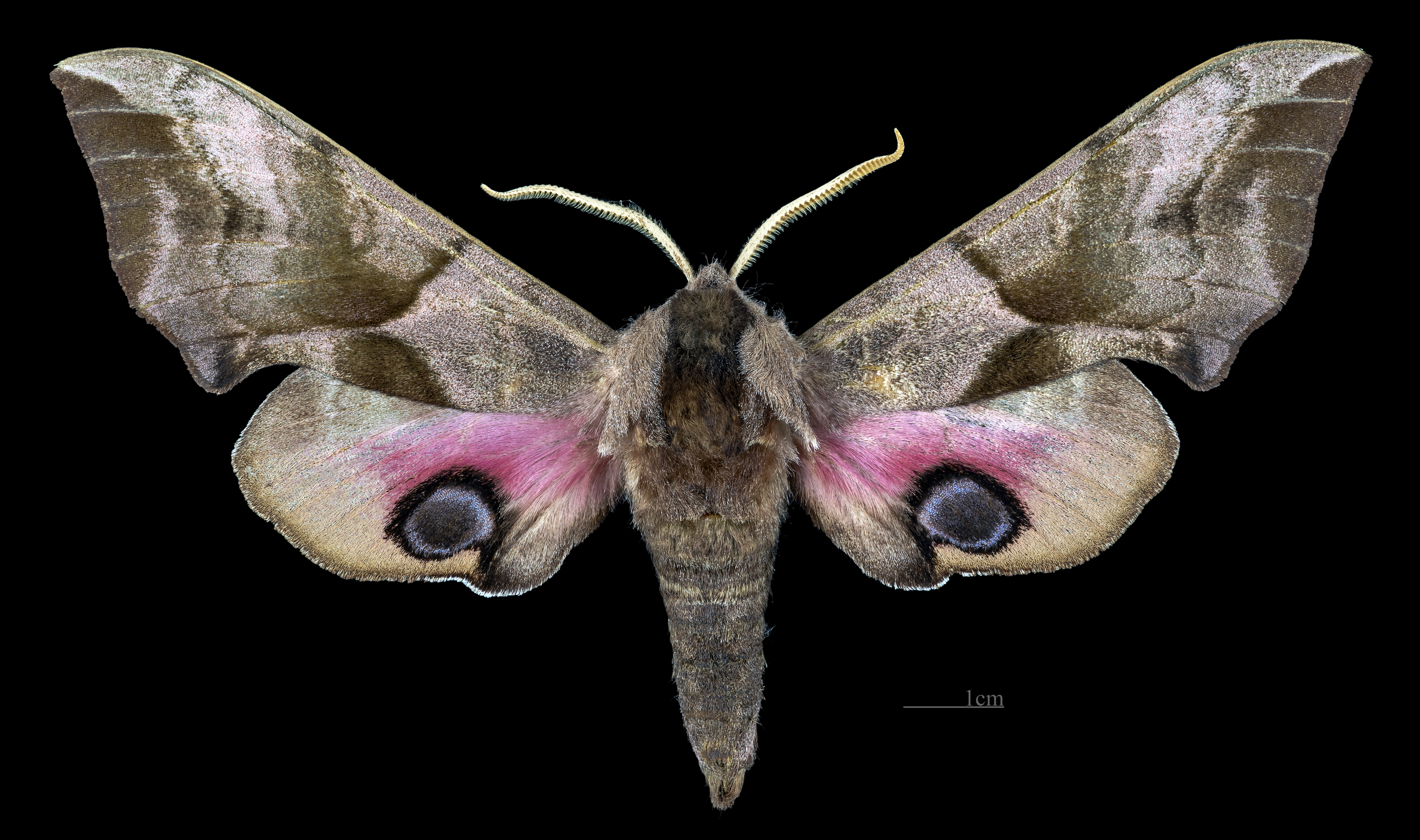
Smerinthus ocellata ♀
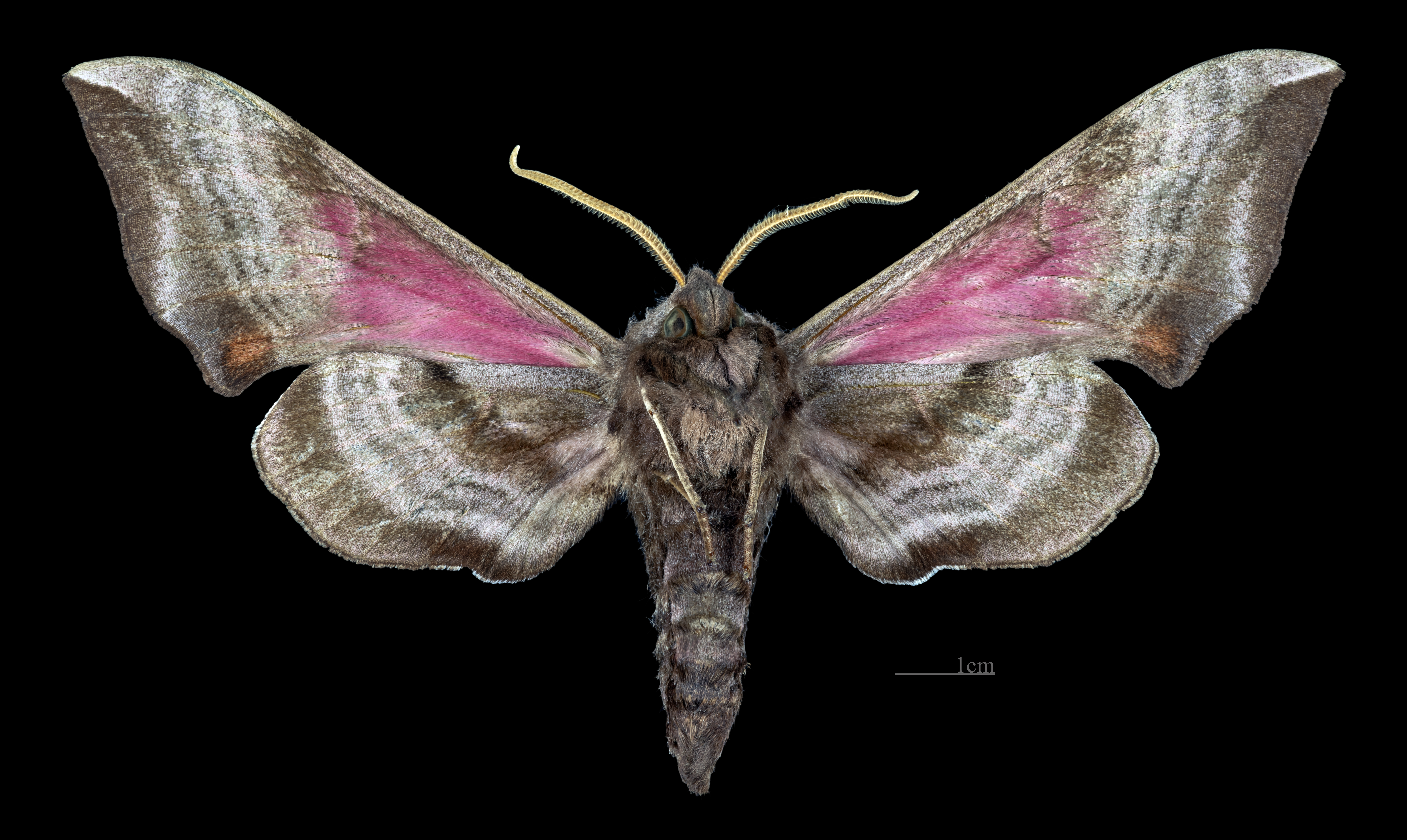
Smerinthus ocellata ♀ △
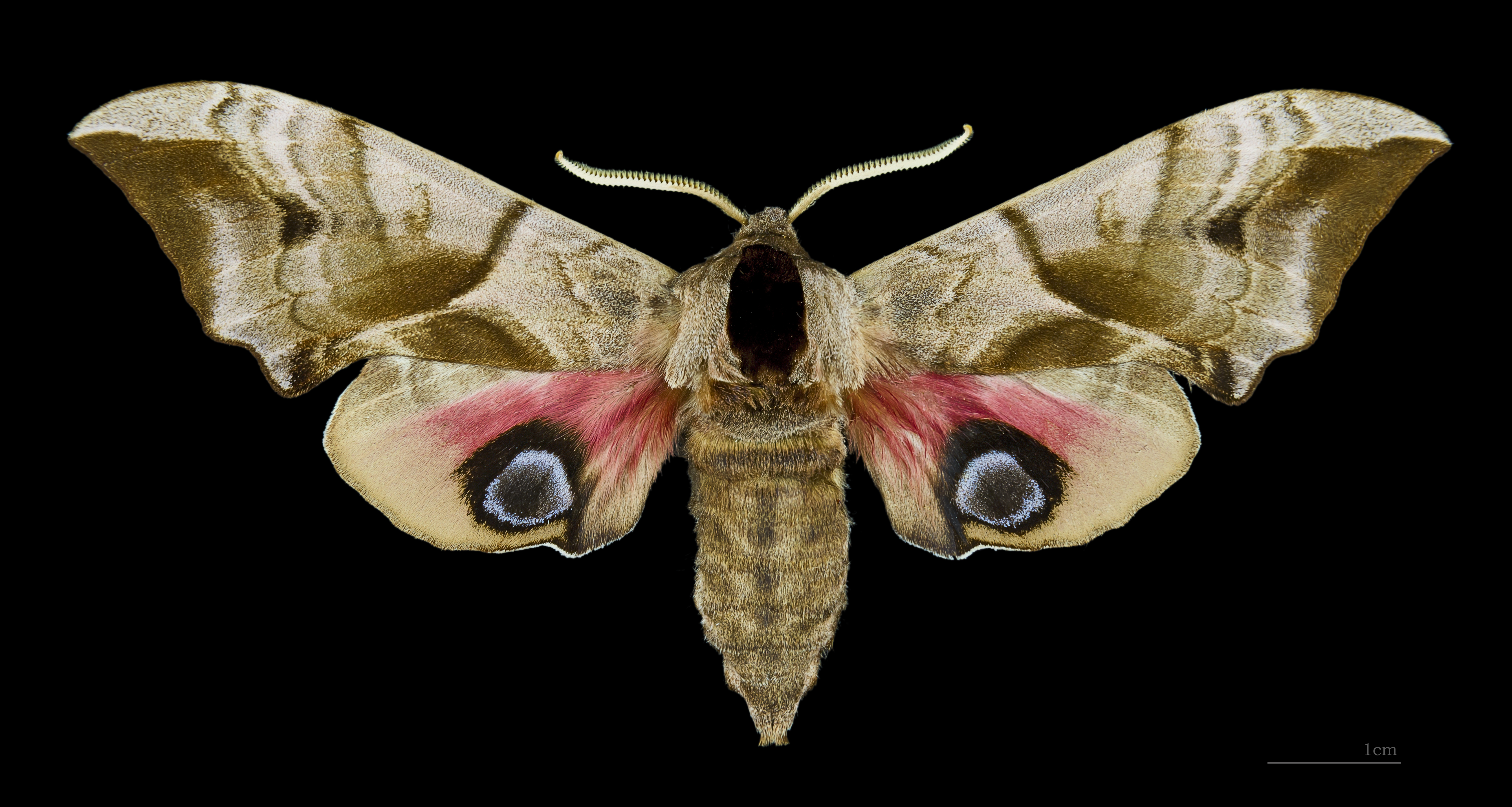
Smerinthus ocellata ♂
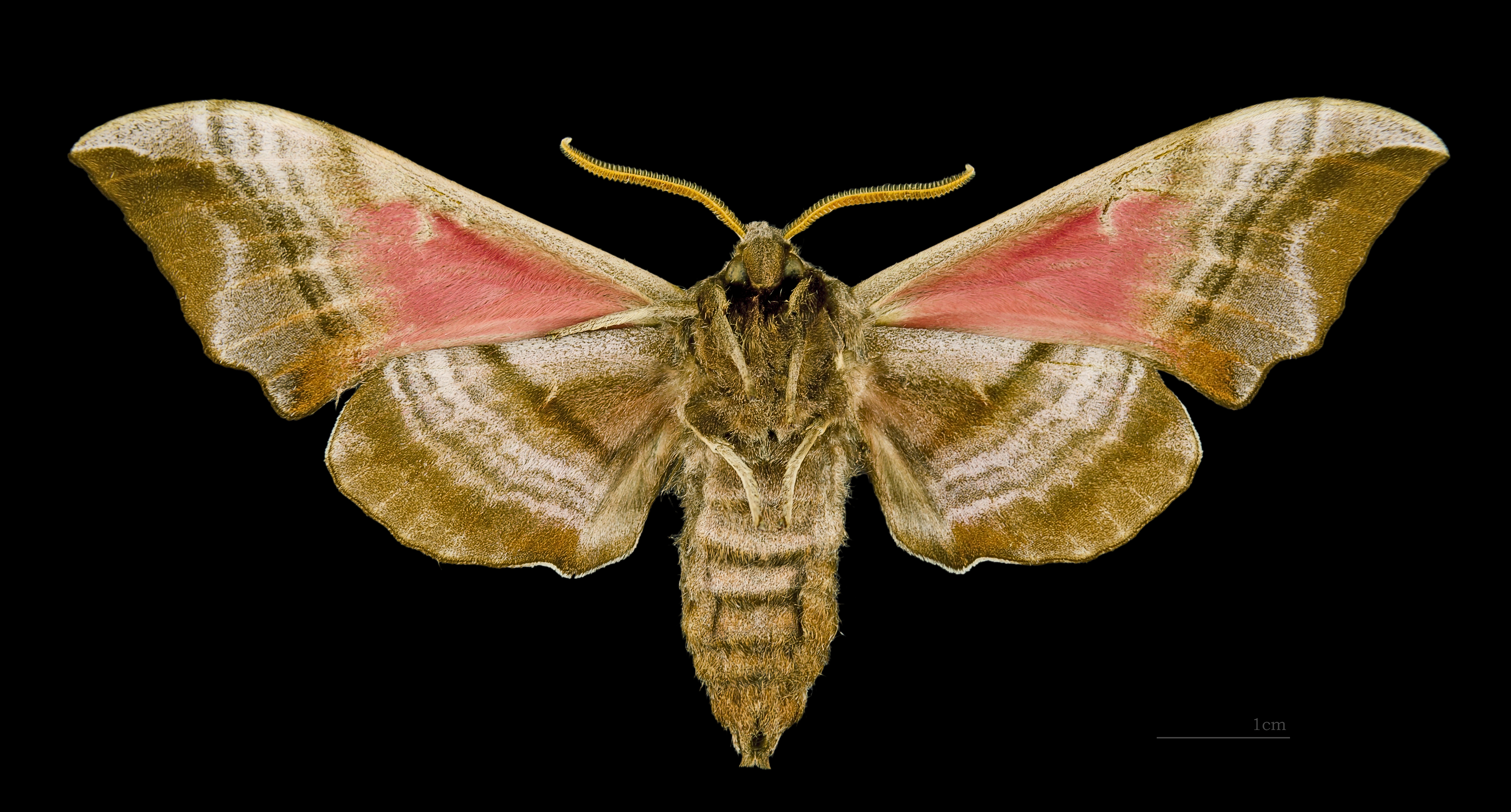
Smerinthus ocellata ♂ △
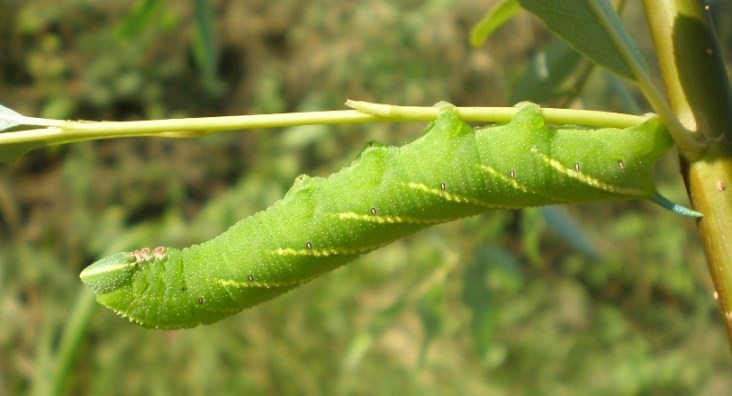
Eruga a Tàrrega, Catalunya

### Descripció de l'eruga
L'eruga pot arribar a créixer fins als 80 mm. Hi ha diverses variacions en les coloracions d'aquestes, és a dir, es poden trobar distintes formes. Totes es caracteritzen per les seves franges obliqües blanques o grogues que tenen a l'abdomen i per la banya final, una mica corvada i generalment blava. El color del cos pot tenir diverses tonalitats verdes, incloent-hi verds blavosos.

## Cicle vital
En regions càlides, apareix entre la primavera i finals de setembre en dues generacions. Els adults són incapaços d'alimentar-se, ja que tenen l'espiritrompa atrofiada, això fa que la vida en aquest estadi sigui molt efímera; les femelles viuen més temps que els mascles, ja que després de la còpula han de realitzar la posta.
Els ous són verd pàl·lid. Les erugues mengen les fulles dels salzes. Si manquen aquests arbres poden menjar fulles de pollancre o de pomer, entre d'altres. Les crisàlides reposen en un refugi subterrani, on passen l'hivern. Hi ha dades que indiquen que el borinot ocel·lat era més abundant cap a mitjans del segle xx, però que ha anat desapareixent de forma gradual.

## Espècies relacionades
- Smerinthus cerisyi, de l'oest de l'Amèrica del Nord.[4]
- Smerinthus jamaicensis, viu a l'Amèrica del Nord menys a l'extrem sud-oest.[5]
- Smerinthus saliceti, viu a la zona sud-oest de l'Amèrica del Nord inclòs el nord de Mèxic.